# آيت كايس (كيكو)
آيت كايس هي إحدى مشيخات المملكة المغربية، تتبع جغرافيا لإقليم بولمان وإداريًا لكيكو. يقدر عدد سكانها بـ 2462 نسمة حسب الإحصاء الرسمي للسكان والسكنى لسنة 2004.